# Йонбён
Йонбён (кор. 녕변군?, 寧邊郡?, Нёнбён, старое название — Вичжу) — уезд в КНДР, входящий в состав провинции Пхёнан-Пукто, расположен в её южной части.

## География
На севере уезд граничит с уездом Пакчхон этой же провинции, на западе — с уездом Тхэчхон, на юге от него находится провинция Пхёнан-Намдо. Природный ландшафт представляет собой преимущественно гористую местность. Высшая точка уезда — Хянджок-сан в северной его части (향적산, 香積山, 805 м). Лесные массивы — в первую очередь сосновые, каштановые и дубовые — занимают 51 % территории.

## Климат и экономика
Климат — умеренно континентальный. Среднегодовая температура на территории уезда +8,4 °C, в январе она опускается до −10,4 °C и в августе может подниматься до 23,7 °C. Климат довольно влажный, годовое количество осадков составляет приблизительно 1400 мм. Летом идут сильные дожди.
Добывающая промышленность на территории Йонбёна разрабатывает месторождения золота и графита, а также сырья для керамической индустрии. В сельском хозяйстве используется 40 % от общей площади. Здесь выращиваются бобы, табак и кукуруза. Уезд Йонбён является крупным центром шелководства в Корее. Работают также предприятия текстильной, лёгкой и пищевой промышленности.
На территории уезда Йонбён находится ядерный научно-исследовательский центр в Йонбёне.

## Достопримечательности
На территории Йонбёна находятся руины нескольких храмов и крепостей — Чхонджуса (천주사, 天柱寺), Соунса (서운사, 棲雲寺 или 西雲寺), Чхоронсон (철옹성, 鐵甕城) — относящиеся к эпохе династии Корё. Живописен горный перевал Яксандон, знаменитый своими лечебными травами, термальными источниками и водопадами, находящийся в 2 км к западу от уездного города Йонбён.
В Йонбёне сохранились буддийские храмы Соунса (1345 г.) и Чхонджуса (1684 г.), которые являются выдающимися памятниками корейской средневековой архитектуры.